# Папуга-червоногуз синьоголовий
Папу́га-червоногу́з синьоголовий (Pionus menstruus) — вид папугоподібних птахів родини папугових (Psittacidae). Мешкає в Південній Америці.

## Опис

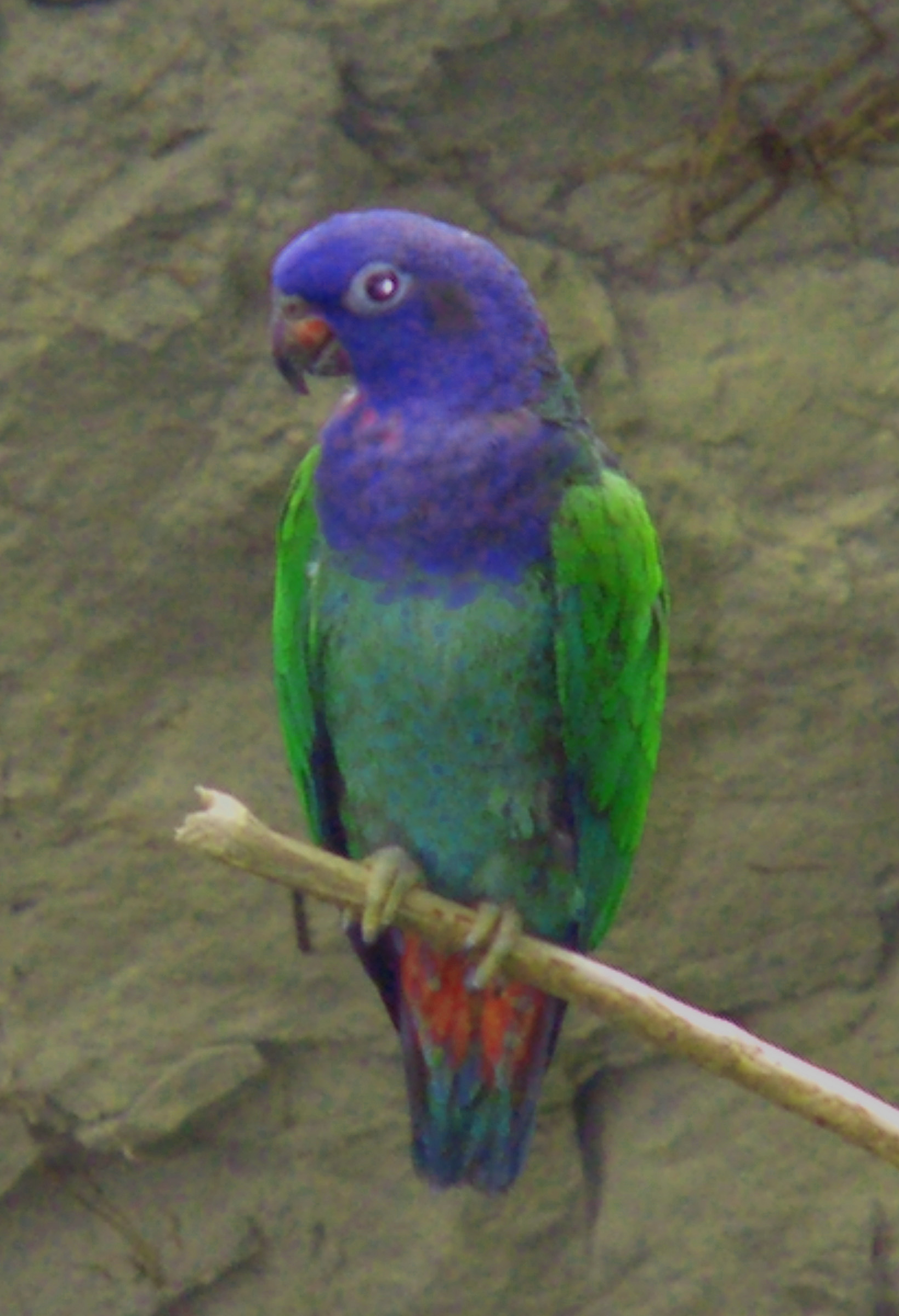
Синьоголовий папуга-червоногуз

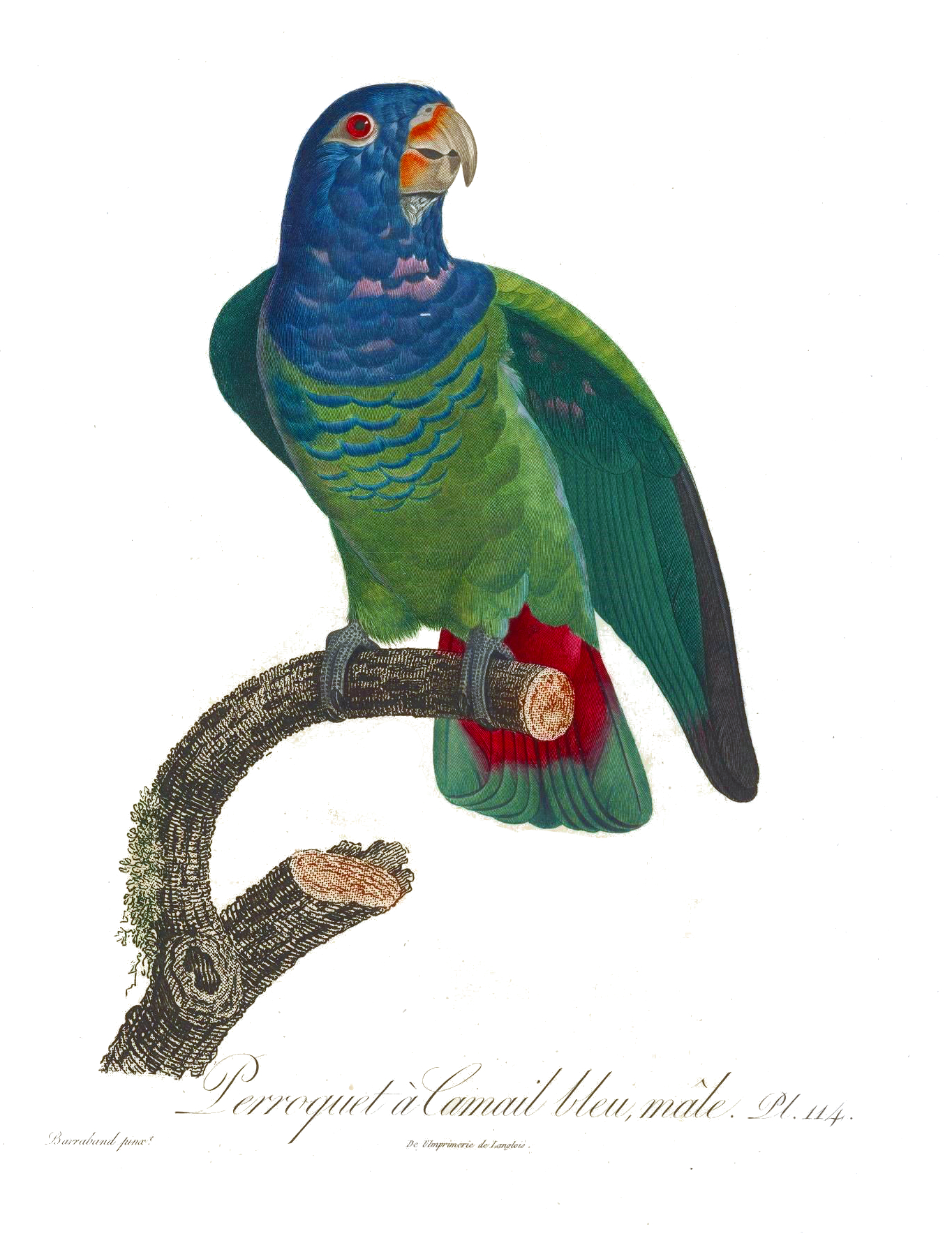
Синьоголовий папуга-червоногуз

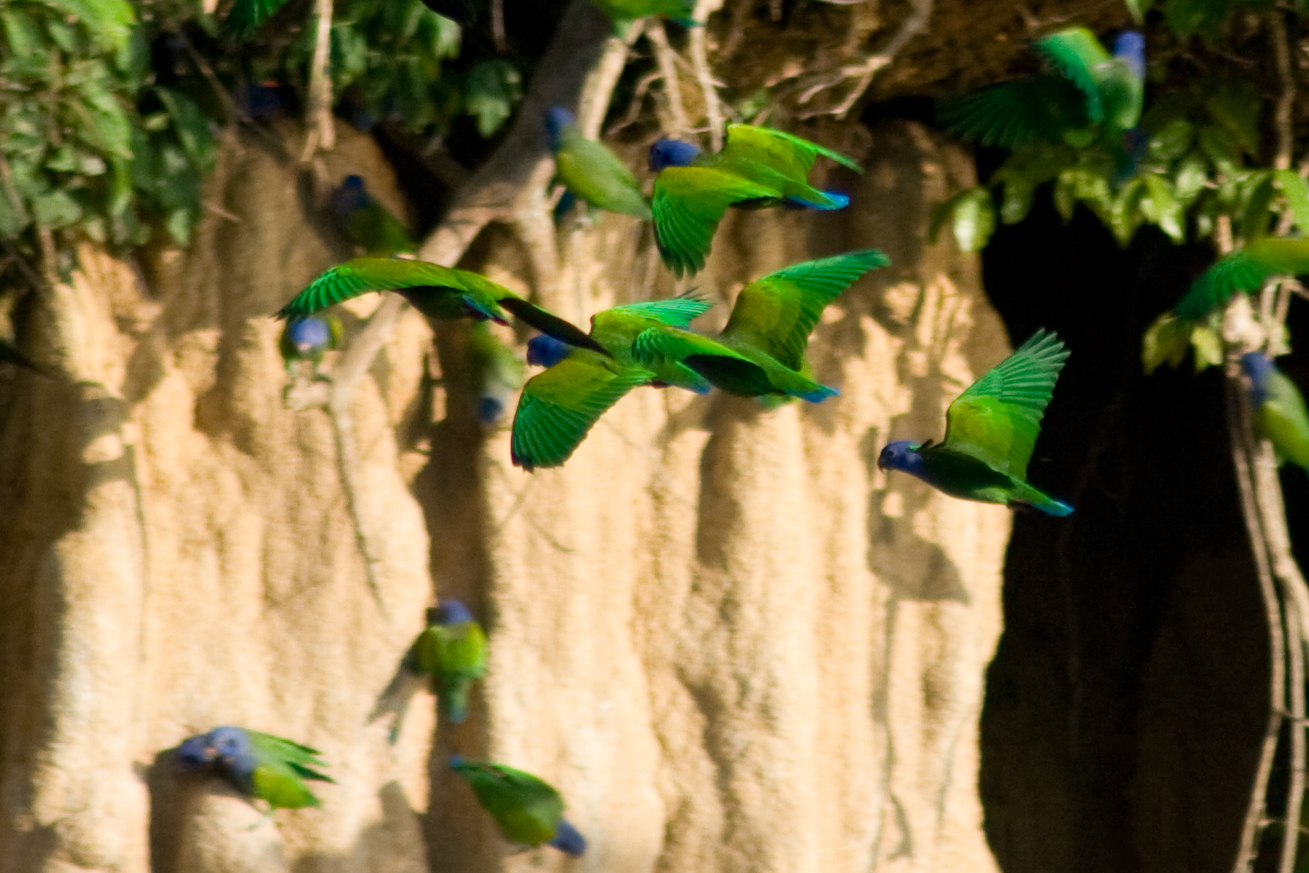
Зграя синьоголових папуг-червоногузів

Довжина птаха становить 24-28 см, вага 209-295 г. Довжина крила становить 171-194 мм, хвоста 65-78 мм, дзьоба 22-27 мм, цівки 18-22 мм. У представників номінативного підвиду голова кобальтово-синя, скроні чорнуваті. Верхня частина тіла зелена, плечі мають оливково-бурий відтінок. Махові пера зелені, забарвлення верхніх покривних пер крил варіюється від мідного до жовтувато-оранжевого і зеленого. Пера на підборідді і горлі кобальтово-сині. біля основи червоні. Верхня частина грудей кобальтово-синя, решта нижньої частини тіла зелена, нижні покривні пера хвоста червоні. стернові пера зелені, крайні стернові пера біля основи сині. Очі темно-карі, навколо очей кільця голої світло-сірої шкіри. Дзьоб чорнуватий, біля основи рожевувато-червоний. Лапи світло-сірі.
У представників підвиду P. m. rubrigularis забарвлення більш бліде, на горлі у них є помітна рожева пляма. У представників підвиду P. m. reichenowi нижня частина тіла переважно синя, а дзьоб світліший. Виду не притаманний статевий диморфізм. У молодих птахів голова менш синя, а навколо дзьоба у них є червоні або рожеві пера. Вона набувають дорогослого забарвлення у віці 8 місяців, однак повністю кобальтово-синою голова стає лише на 2 році життя.

## Таксономія
Синьоголовий папуга-червоногуз був науково описаний шведським натуралістом Карлом Ліннеєм в 1766 році в дванадцятому виданні його праці Systema Naturae під біномінальною назвою Psittacus menstruus. При описанні виду Лінней покладався на французького натураліста Матюрен Жака Бріссона, який у 1760 році опублікувавав опис синьоголового папуги-червоногуза за зразком з Французької Гвіани, та на британського натураліста Джорджа Едвардса, який у 1674 році описав і проілюстрував цього птаха у третьому томі своєї праці Gleanings of Natural History. У 1832 році німецький біолог Йоганн Георг Ваглер перевів синьоголового папугу-червоногуза до роду Папуга-червоногуз (Pionus). Цей вид є типовим у своєму роді.

## Підвиди
Виділяють три підвидів:
- P. m. rubrigularis Cabanis, 1881 — від північної Коста-Рики до західної Колумбії і західного Еквадору;
- P. m. menstruus (Linnaeus, 1766) — від східної Колумбії до Гвіани, північно-східної Бразилії і Болівії, острів Тринідад;
- P. m. reichenowi Heine, 1884 — північно-східне узбережжя Бразилії (від Алагоаса до Еспіріту-Санту).

Деякі дослідники виділяють підвид P. m. reichenowi у окремий вид Pionus reichenowi.

## Поширення і екологія
Синьоголові папуги-червоногузи мешкають в Коста-Риці, Панамі, Колумбії, Еквадорі, Перу, Болівії, Бразилії, Венесуелі, Гаяні, Суринамі, Французькій Гвіані та на Тринідаді і Тобаго. Вони живуть у вологих рівнинних тропічних лісах, в широколистяних тропічних лісах і саванах, а також на плантаціях, у вторинних заростях, в Бразилії в заростях каатинги. Зустрічаються зграйками, в Панамі на висоті до 1200 м над рівнем моря, у Венесуелі на північ від Ориноко на висоті до 1000 м над рівнем моря, в Колумбії місцями на висоті до 1500 м над рівнем моря.
Синьоголові папуги-червоногузи живляться насінням, плодами і квітками, яких шукають в кронах дерев. Іноді розорюють поля кукурудзи і поїдають ґрунт, з якого отримують необхдні мінерали. В Панамі гніздування відбувається з лютого по квітень, в Колумбії з лютого по березень, у Венесуеклі в лютому, в Тринідаді у березні і жовтні, в Еквадорі з лютого по травень. Синьоголові папуги-червоногузи гніздяться в дуплах дерев. В кладці 2-4 яйця. Інкубаційний період в неволі триває 26 днів, пташенята покидають гніздо через 10 тижнів після вилуплення.